# Delta Velorum
Delta Velorum (Bayer-Bezeichnung, kurz δ Vel),  ist ein Sternsystem im Sternbild Segel des Schiffs. Es ist ungefähr 80 Lichtjahre von der Erde entfernt. Das System besteht aus zwei Doppelsternen. Der hellste der vier Sterne, Delta Velorum A, ist ein weißer Hauptreihenstern mit einer Helligkeit von +2 mag. Sein Begleiter Delta Velorum B, hat eine Helligkeit von ca. 5 mag und liegt von Komponente A 2,6 Bogensekunden entfernt. Das zweite Doppelsystem ist 69 Bogensekunden entfernt. Es besteht aus dem Stern 11. Größe Delta Velorum C und dem Stern 13. Größe Delta Velorum D, die einen Abstand von 6 Bogensekunden voneinander haben.
Die IAU hat am 5. September 2017 dem mit bloßem Auge sichtbaren Doppelstern AB den Eigennamen Alsephina gegeben.
| Komponenten | Rektaszension | Deklination  | vis. Helligkeit (mag) | Referenz- punkt | Entfernung vom Ref.-Punkt (arcsec) | Richtung vom Ref.-Punkt |
| ----------- | ------------- | ------------ | --------------------- | --------------- | ---------------------------------- | ----------------------- |
| A           | 08h 44m 42,2s | −54° 42′ 30″ | 2,1                   |                 |                                    |                         |
| B           | 08h 44m 42,2s | −54° 42′ 28″ | 5,1                   | A               | 2,6                                | 153°                    |
| C           | 08h 44m 48,9s | −54° 41′ 46″ | 11,0                  | A               | 69,2                               | 61°                     |
| D           | 08h 44m 49,6s | −54° 41′ 48″ | 13,5                  | C               | 6,2                                | 102°                    |